# Henry L. Haskell
Henry Lincoln Haskell (2 janvier 1863 - 3 avril 1940) est un homme d'affaires et inventeur. Il dirigea des entreprises de fabrication liées au contreplaqué et vivait à Ludington, Michigan, États-Unis.

## Jeunesse
Haskell est né le 2 janvier 1863 à Aurelius (en), comté d'Ingham, Michigan (alors comté de Jackson ). Son père était Reuben Sprague Haskell (1813–1890) et sa mère était Mary McGee Haskell (1816–1876). Il a déménagé avec sa famille en 1865 à l'âge de deux ans à Olivet, Michigan. Il y a fréquenté les écoles publiques locales en grandissant. Après avoir obtenu son diplôme d'études secondaires, il a fréquenté le Olivet College (en),. En 1882, alors qu'il avait 19 ans, il a déménagé à Ludington, Michigan pour travailler dans l'industrie du bois.

## Vie professionnelle
Haskell a créé une fabrique de paniers à Ludington en 1883 alors qu'il avait 20 ans. C'est devenu la société Ludington Novelty en 1889 qui fabriquait divers articles, dont des jeux. La société a racheté Archarena Company, un fabricant de jeux, en 1902 et s'est appelée Carrom-Archarena Company. Ce nom a ensuite été raccourci en Carrom Company. Haskell a conçu un plateau de jeu nommé Carroms en 1889 pour éloigner les jeunes garçons des salles de billard (en) . Haskell croyait que la jeunesse prenait de mauvaises habitudes dans de tels lieux et voulait qu'ils développent plutôt des connexions liées à la famille,. Il a breveté son plateau de jeu Carroms en 1892. Haskell les a d'abord fabriqués à la main avec l'aide d'un équipement de rabotage rudimentaire; et il a commencé à produire le plateau de jeu en série en 1893. Les poches de coin en tissu de ficelle pour les quatre coins de la planche de Carrom, ont été fabriquées par des femmes au foyer de Ludington et leur ont fourni une source de revenu supplémentaire. Il a découvert que les habitants de l'Iowa achetaient son jeu plus que quiconque. Le président de la Carrom Company en 1988 a suggéré que le concept du jeu pouvait provenir de l'Inde sous le nom de Karroom avant le jeu américain.

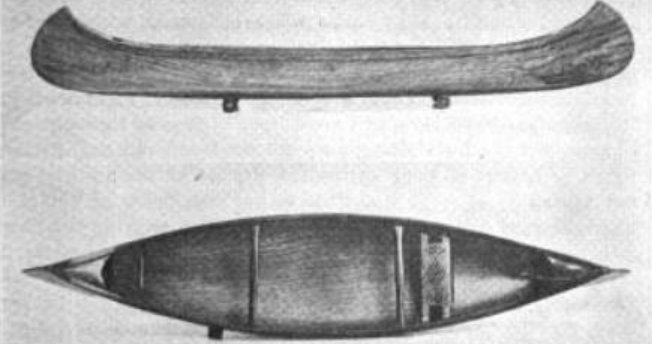
Canoë Haskell sans côtes fabriqué à partir d'une seule pièce de contreplaqué et sans côtes squelettes

Haskell a trouvé une formule pour une colle imperméable en 1913, à base d' albumine sanguine. À partir de cette colle, il a fabriqué un matériau de plis de couches de bois à fils croisés, que l'on connaît aujourd'hui sous le nom de contreplaqué. Haskell a donné son nom à ce matériau composite avec le nom de marque Haskelite. Il a élaboré les mécanismes permettant de mouler et de façonner ce matériau en trois dimensions. À partir de ce contreplaqué, il a fabriqué un canot moulé de type Ojibwé à partir d'une seule pièce de contreplaqué. Pour faire connaître son produit, Haskell a fait fabriquer des « cartes de visite » à partir de ce contreplaqué qui disait « Plus fort que l'acier par unité de poids – Boil Me, Bake Me, Soak Me, Break Me – They make me into Haskell Canoes »,. Le contreplaqué de canoë a été façonné par des presses hydrauliques comme une innovation conçue par Haskell . Le canoë de conception inhabituelle sans squelette ni nervures a reçu le nom de marque Arex (« roi de l'eau »), et a été fabriqué dans les ateliers de la Haskell Manufacturing Company sur N. Rowe Street à Ludington; Il est devenu plus tard mieux connu sous le nom de canoë Haskell. Haskell a formé la Haskell Manufacturing Company en 1916 pour fabriquer des bateaux et des canoës, et l'a constituée en société avec un capital de 100 000 $ en 1917. La Haskell Boat Company a fabriqué 600 canoës Haskell la première année.
La deuxième usine, Haskelite Manufacturing Corporation de Grand Rapids, a cessé de fabriquer des canoës en 1918 et a fabriqué du contreplaqué exclusivement pour le gouvernement américain et ses alliés pendant la Première Guerre mondiale. Plus de trois mille avions militaires ont été fabriqués avec le contreplaqué de Haskell.
Après 1922, Haskell a de nouveau fabriqué des bateaux, des canoës, des avirons et des pagaies jusqu'en 1934. Pendant cette même période, il a également fabriqué des pièces d'avion en bois pour les avions commerciaux en contreplaqué moulé. La plupart des pièces d'avion fabriquées au cours des trois décennies suivantes étaient des fuselages et des ailes. Les pièces d'avion étaient basées sur son brevet "Aeroplane-body" de 1918. La première machine plus lourde que l'air à voler à travers l'océan Atlantique, le Curtiss NC-4, a été fabriquée à partir de Haskelite.
(Un article de la revue Hardwood Record rapporte que la production de bateaux de Haskell Manufacturing a cessé en 1922 ; une compagnie aérienne a acquis les droits sur le processus de moulage et le produit nommé Haskelite, formant une nouvelle société appelée Haskelite Corporation.)

## Vie privée
Haskell a épousé Mlle Elizabeth Thayer, professeur de latin à la Ludington High School, en 1892, alors qu'il avait 29 ans. Thayer était de Plymouth, Michigan. Ils ont des enfants: Helen Thayer Haskell (née en 1894), John Paul (né en 1898) et Mary Elizabeth (née en 1903) . Haskell et sa femme étaient membres de l'Église congrégationaliste de Ludington . Haskell a siégé au conseil scolaire de Ludington et au conseil de la bibliothèque de Ludington, et a également été agent de probation du comté . Haskell est décédé à Détroit à l'âge de 78 ans le 3 avril 1940 et il a été enterré au cimetière Thayer à Northville, Michigan.

## Sources
- Willis Frederick Dunbar, Michigan Through the Centuries, Lewis Historical Publishing Company, 1955 (OCLC 2025751, lire en ligne)
- Hard_Record, Hardwood Record, Hardwood Company, 1916 (OCLC 730996970, lire en ligne)
- H. F. John, Veneers and Plywood, S.H. Smith., 1930 (OCLC 1680860, lire en ligne)
- Oil_Field, Oil Field Engineering: (1916), Chilton Class Journal Company, 1916 (OCLC 3381891, lire en ligne)
- Eero Saarinen, Eero Saarinen: Shaping the Future, Yale University Press, 2006 (ISBN 0-9724881-2-X, lire en ligne ), 257 :« Although there is no record of a patent on Haskell's plywood molding method, he is given credit for the technical innovation that made it possible to mold plywood in three dimensions. »